# Comté de Kaufman
Le comté de Kaufman, en anglais : Kaufman County, est un comté situé dans le nord-est de l'État du Texas aux États-Unis. Il est nommé en l'honneur de David Spangler Kaufman, le premier juif d'être un membre de la Chambre des représentants des États-Unis du Texas. Le siège du comté est Kaufman. Selon le  recensement de 2020, sa population est de 145 310 habitants.
Le comté a une superficie de 807 km2, dont 786 km2 en surfaces terrestres.

## Comtés adjacents
| Comté de Rockwall | Comté de Hunt     |                    |
| Comté de Dallas   | comté de Kaufman  | Comté de Van Zandt |
| Comté d'Ellis     | Comté d'Henderson |                    |